# Ayn (Savoie)
Ayn ist eine französische Gemeinde mit 390 Einwohnern (Stand: 1. Januar 2022) im Département Savoie in der Region Auvergne-Rhône-Alpes. Sie gehört zum Kanton Le Pont-de-Beauvoisin im Arrondissement Chambéry und ist Mitglied im Gemeindeverband Le Lac d’Aiguebelette. Die Einwohner werden Aynsards genannt.

## Geographie
Ayn liegt etwa 15 Kilometer westlich von Chambéry. Nachbargemeinden von Ayn sind Novalaise im Norden und Osten, Dullin im Süden, Verel-de-Montbel im Südwesten sowie Rochefort im Nordwesten.

## Bevölkerungsentwicklung
| Jahr                       | 1962 | 1968 | 1975 | 1982 | 1990 | 1999 | 2006 | 2013 |
| -------------------------- | ---- | ---- | ---- | ---- | ---- | ---- | ---- | ---- |
| Einwohner                  | 297  | 274  | 271  | 255  | 288  | 278  | 326  | 355  |
| Quellen: Cassini und INSEE |      |      |      |      |      |      |      |      |

## Sehenswürdigkeiten
- Kirche Saint-Laurent
- Kapelle Notre-Dame von Le Banchet
- Burgruine von Montbel